# Муріло де Алмейда
Муріло де Алмейда (порт. Murilo de Almeida, нар. 21 січня 1989, Презіденті-Пруденті) — східно-тиморський футболіст, що грав на позиції нападника.

## Клубна кар'єра
Розпочав грати на батьківщині у клубі «Баїя», після чого 2011 року відправився до Азії, де виступав за низку місцевих команд.

## Виступи за збірну
Муріло був натуралізований тренером збірної Східного Тимору Антоніо Карлосом Вієрою, який також був бразильцем. У 2011 році у складі збірної до 23 років взяв участь в Іграх Південно-Східної Азії. В першому ж матчі проти Брунею (U-23) Муріло відзначився дублем і допоміг своїй збірній виграти з рахунком 2:1. У наступній грі він знову забив у ворота філіппінців, допомігши перемогти команду з тим же рахунком. Проте у третій грі проти В'єтнаму U23 Муріло отримав червону картку і пропустив четверту гру, вийшовши на поле лише у останньому турі, де збірна поступилась М'янмі і не вийшла з групи. Всього Муріло зіграв на турнірі 4 матчі і забив 3 голи.
2012 року дебютував в офіційних матчах у складі національної збірної Східного Тимору в грі проти Камбоджі (5:1), в якій відразу забив два голи і допоміг команді здобути першу в історії перемогу в офіційному матчі. Всього у формі головної команди країни зіграв 8 матчів і забив 6 голів.

## Статистика
| Збірна Східного Тимору | Збірна Східного Тимору | Збірна Східного Тимору |
| Роки                   | Ігри                   | голи                   |
| ---------------------- | ---------------------- | ---------------------- |
| 2012                   | 3                      | 3                      |
| 2013                   | 0                      | 0                      |
| 2014                   | 5                      | 3                      |
| Усього                 | 8                      | 6                      |